# Швейцария на зимних Олимпийских играх 1936
Швейцария принимала участие в Зимних Олимпийских играх 1936 года в Гармиш-Партенкирхене (Германия) в четвёртый раз, и завоевала одну золотую и две серебряные медали. Сборная страны состояла из 34 спортсменов (30 мужчин, 4 женщины).

## Медалисты
| Медаль  | Спортсмен                                                 | Вид спорта | Дисциплина        |
| ------- | --------------------------------------------------------- | ---------- | ----------------- |
| Золото  | Пьер Мюзи Арнольд Гартман Шарль Бувье Йозеф Берли         | Бобслей    | Мужчины, четвёрки |
| Серебро | Рето Кападрутт Ханс Айхеле Фриц Файерабенд Ханс Бютикофер | Бобслей    | Мужчины, четвёрки |
| Серебро | Фриц Файерабенд Йозеф Берли                               | Бобслей    | Мужчины, двойки   |